# Blischneje (Kaliningrad)
Blischneje (russisch Ближнее, deutsch Klein Elxnupönen, 1938 bis 1945 Kleinerlenfließ, litauisch Mažieji Elksnupėnai) ist ein Ort in der russischen Oblast Kaliningrad. Er gehört zur kommunalen Selbstverwaltungseinheit Stadtkreis Polessk im Rajon Polessk.

## Geographische Lage
Blischneje liegt 25 Kilometer östlich der Kreisstadt Polessk (Labiau) und grenzt im Südosten an den Nachbarort Salessje. Durch den Ort, dessen Bahnstation Salessje an der Bahnstrecke Kaliningrad–Sowetsk ist, fließt die Salessinka (Erlenfließ).

## Geschichte
Das frühere Klein Elxnupönen war vor 1945 ein Wohnplatz in dem 1868 gegründeten Forstgutsbezirk Cotta, der 1902 in „Forstgutsbezirk Mehlauken“ umbenannt wurde. Dieser war namensgebend für den Amtsbezirk im Kreis Labiau im Regierungsbezirk Königsberg der preußischen Provinz Ostpreußen. In ideologischer Abwehr fremdländisch klingender Ortsnamen wurde Klein Elxnupönen 1938 in Kleinerlenfließ umbenannt. 
1945 wurde der Ort wie alle im nördlichen Ostpreußen der Sowjetunion zugeordnet. Im Jahr 1947 erhielt der Ort den russischen Namen Blischneje und wurde gleichzeitig dem Dorfsowjet Salessowski selski Sowet im Rajon Bolschakowo zugeordnet. Seit 1965 gehört der Ort zum Rajon Polessk. Von 2008 bis 2016 gehörte Blischneje zur Landgemeinde Salessowskoje selskoje posselenije und seither zum Stadtkreis Polessk.

## Kirche
Mit seiner fast ausnahmslos evangelischen Bevölkerung war Klein Elxnupönen resp. Kleinerlenfließ vor 1945 in das Kirchspiel der Kirche Mehlauken (ab 1938: Liebenfelde) eingepfarrt. Sie gehörte zum Kirchenkreis Labiau innerhalb der Kirchenprovinz Ostpreußen der Kirche der Altpreußischen Union. Heute liegt Blischneje im Einzugsbereich der neu entstandenen evangelisch-lutherischen Gemeinde in Bolschakowo, einer Filialgemeinde in der Kirchenregion der Salzburger Kirche in Gussew innerhalb der Propstei Kaliningrad der Evangelisch-lutherischen Kirche Europäisches Russland.